# Actinella armitageana
Actinella armitageana is een slakkensoort uit de familie van de Hygromiidae. De wetenschappelijke naam van de soort is voor het eerst geldig gepubliceerd in 1852 door R.T. Lowe.